# Hafiz Said Khan
Hafiz Said Khan, auch Hafis Saed Chan (* 1972 in Mamozai, Pakistan), ist ein ehemaliger Talib, der seit Januar 2015 als Oberbefehlshaber in Afghanistan eine Führungsrolle in der Terrormiliz Islamischer Staat einnimmt. Hafiz Said Khan ist auch unter dem Namen Mulla Saeed Orakzai bekannt.

## Leben
Geboren wurde er 1972 in Mamozai, einer vor allem von Paschtunen bewohnten pakistanischen Stadt unweit der Grenze zu Afghanistan. Nach den Anschlägen von 11. September 2001 schloss er sich den Taliban in Kabul an, um gegen die aus seiner Sicht westlichen Invasoren zu kämpfen. Ab 2007 hatte Hafiz Said Khan eine Führungsposition in der Bewegung der pakistanischen Taliban (TTP) inne. Am 15. Oktober 2014 verließ er mit 5 weiteren Talibananführern TTP und schloss sich dem Islamischen Staat an. Seit Januar 2015 ist er der Oberbefehlshaber des IS in Afghanistan.
Im Juli 2015 war aus dem Umfeld des afghanischen Geheimdienstes, vermutlich der Nationalen Sicherheitsdirektion, zu vernehmen, dass Hafiz Said Khan bei einem Drohnenangriff getötet worden sei. Der IS hat dies gegenüber dem BBC dementiert. Stattdessen seien andere Militante getötet worden.
Hafiz Said Khan ist verheiratet und hat zwei Söhne sowie eine Tochter. Innerhalb des IS gilt er als sogenannter Hardliner.